# Johan Jacob Schmidt
Johan Jacob Schmidt, född 4 november 1788 i Vists församling, Östergötlands län, död 1 augusti 1842 i samma församling, var en svensk glasgravör.

## Biografi
Johan Jacob Schmidt var son till hyttmästaren Gottfrid Schmidt och Eva Justina Berg. Schmidt var från barndomen sjuklig och led av bland annat dövhet. Han utbildades till gravör och blev med tiden mycket skicklig i sitt yrke varför han fick utföra de svåraste uppdragen vid Cedersbergs glasbruk i Östergötland där han var anställd från 1810 till brukets nedläggande 1833.